# Cantó de Thouars-2
El cantó de Thouars-2 és un cantó francès del departament de Deux-Sèvres, situat al districte de Bressuire. Té 7 municipis i part del de Thouars.

## Municipis
- Argenton-l'Église (part)
- Brion-près-Thouet
- Louzy
- Mauzé-Thouarsais
- Sainte-Radegonde
- Sainte-Verge
- Saint-Martin-de-Sanzay
- Thouars (part)

## Història
| Data d'elecció                           | Identitat       | Partit                                   | Qualitat |
| ---------------------------------------- | --------------- | ---------------------------------------- | -------- |
| 1973-1988                                | Jean Dumont     | CNIP, després UDF-PR                     |          |
| 1988-1994                                | Serge Moulin    | PS                                       |          |
| 1994-                                    | Bernard Paineau | Verts, després divers gauche, després PS |          |
| les dades anteriors no són pas conegudes |                 |                                          |          |
|                                          |                 |                                          |          |